# Dżunija
Dżunija (arab. جونية) – miasto w Libanie, nad Morzem Śródziemnym, 15 km na północ od Bejrutu, centrum administracyjne dystryktu Kada Kasarwan (Muhafaza Dżabal Lubnan). Ośrodek turystyczno-wypoczynkowy z kąpieliskiem morskim; centrum rozrywki ze znanym kasynem gry (Casino du Liban). Trzecie co do wielkości miasto kraju.
W pobliżu Dżuniji wznosi się góra z sanktuarium Matki Bożej Pani Libanu w Harissie, z którym łączy ją kolejka gondolowa, znana jako Téléférique.

## Miasta partnerskie
- Gustavia  Monako  Las Vegas